# Bryce Taylor
Bryce Taylor (* 27. September 1986 in Encino, Los Angeles, Kalifornien) ist ein ehemaliger deutscher Basketballspieler und jetziger -trainer. Der gebürtige US-Amerikaner bestritt 392 Spiele in der Basketball-Bundesliga.

## Karriere

### Spieler
Taylor, Sohn des früheren ABA- und NBA-Spielers Brian Taylor, besuchte in seiner Jugend die Harvard-Westlake High School in seiner Geburtsstadt Los Angeles, für deren Basketballmannschaft er spielte und deren Schulrekord er auf 54 Punkte in einem Spiel verbesserte. Anschließend ging er auf die University of Oregon in Eugene, wo er von 2004 bis 2008 für die Oregon Ducks in der Pacific-12 Conference der National Collegiate Athletic Association spielte. Nach vier Jahren am College mit durchschnittlich 12,3 Punkten pro Spiel meldete er sich für den NBA-Draft 2008 an, bei dem er allerdings von keiner Mannschaft ausgewählt wurde.
Daraufhin entschied er sich für einen Wechsel nach Europa und ging zum italienischen Profiverein Premiata Montegranaro, für den er in der Saison 2008/09 in der Serie A spielte und pro Spiel 13 Punkte erzielte und 2,4 Rebounds holte.
Für die Saison 2009/10 unterschrieb der Swingman einen Einjahresvertrag beim deutschen Vizemeister Telekom Baskets Bonn. Mit Bonn spielte Taylor auch im Eurocup 2009/10, in dem man aber bereits in der ersten Gruppenphase mit nur einem Sieg aus sechs Spielen ausschied. Nach einer enttäuschenden Saison in der Basketball-Bundesliga, in der Bonn bereits im Viertelfinale gegen den späteren Meister Brose Baskets ausschied, versuchte Taylor sich in der Sommerpause 2010 für einen Vertrag in der NBA zu empfehlen. Dafür nahm er an einem Trainingscamp der New York Knicks teil und wurde in den NBA-Summer-League-Kader der Indiana Pacers eingeladen.
Ende August 2010 unterschrieb Taylor einen Einjahresvertrag mit einer Ausstiegsoption nach zwei Monaten bei Alba Berlin. Im Laufe der Saison konnte sich Taylor eine immer größere Rolle bei den Hauptstädtern erarbeiten und schaffte es mit Alba Berlin, bis ins Finale um die Deutsche Meisterschaft vorzudringen. Dort musste sich Berlin aber mit 2:3-Siegen gegen Titelverteidiger Brose Baskets Bamberg geschlagen geben. Im Eurocup 2010/11 erreichte Taylor mit Berlin ohne Niederlage die zweite Gruppenphase, in der dann aber nur ein Sieg glückte und Berlin ausschied. Auch in der Spielzeit 2011/12 spielte Taylor für Berlin. Wiederum nahm er mit der Mannschaft am Eurocup 2011/12 teil und erreichte mit ihr die zweite Gruppenphase, in der Berlin erneut als Gruppenletzter den Sprung in die Finalrunden verfehlte.
Zur Saison 2012/13 wechselte Taylor erneut innerhalb der Bundesliga und unterschrieb einen Vertrag bei den Artland Dragons. Mit den Dragons schaffte Taylor den Einzug in die Play-offs, dort scheiterten die Artländer jedoch in der ersten Runde an Ratiopharm Ulm. Taylor konnte jedoch mit 14,3 Punkten pro Spiel und guten Wurfquoten überzeugen und ragte aus der Mannschaft heraus. Die Artländer traten ebenfalls im Eurocup 2012/13 an, mussten sich aber bereits in der ersten Gruppenphase geschlagen geben.
Zur Saison 2013/14 wechselte Taylor zum FC Bayern München, mit dem er 2014 Deutscher Meister wurde, als er mit Bayern im Finale seinen früheren Verein Alba Berlin mit 3:1-Siegen bezwang. Auf dem Weg zum Titelgewinn erzielte er während des Spieljahres 2013/14 in 47 Bundesliga-Einsätzen im Durchschnitt 11,4 Punkte. Nachdem Taylor immer mehr zu einer Führungspersönlichkeit im Kader des FC Bayern gereift war, wurde er im Sommer 2014 vom Bayern-Trainer Svetislav Pešić zum Mannschaftskapitän ernannt.
Die Bundesliga-Saison 2014/15 verlief erneut erfolgreich, Taylor erreichte mit dem FC Bayern erneut die Endspielserie um die deutsche Meisterschaft, welche allerdings gegen die Brose Baskets nach einer dramatischen 84:88-Niederlage im entscheidenden fünften Finalspiel mit 2:3-Siegen verloren wurde.
In der Saison 2015/16 gelang Taylor mit München als Hauptrundenvierter erneut die Teilnahme an den Play-offs. Man besiegte die MHP Riesen Ludwigsburg mit 3:2, schied aber im Halbfinale nach drei Spielen gegen den deutschen Meister Brose Baskets Bamberg aus.
In der folgenden Spielzeit 2016/17 qualifizierte sich München als Hauptrundendritter erneut für die Play-offs. Taylor setzte sich mit dem FCBB gegen Alba Berlin mit 3:1 durch und spielte im Halbfinale erneut gegen den Vorjahresmeister Brose Bamberg. Der FC Bayern schied aus, ohne einen Sieg gegen Bamberg errungen zu haben. Im EuroCup 2016/17 gelang die Qualifikation für das Viertelfinale nach zuvor zwölf Siegen in 14 Gruppenspielen. Dort traf man auf den späteren Titelgewinner Unicaja Málaga, gegen den man mit 1:2 ausschied.
Im Juni 2017 unterschrieb Taylor einen Dreijahresvertrag beim deutschen Serienmeister Brose Bamberg, für den er auch in der EuroLeague antrat. Seine Bamberger Zeit war von Verletzungen geprägt: Von 192 möglichen Pflichtspielen bestritt er nur 97. 2019 zog er mit Bamberg ins Halbfinale der Basketball Champions League ein. Zum Einzug in die Vorschlussrunde des europäischen Vereinswettbewerbs hatte Taylor beim Auswärtsspiel gegen AEK Athen durch drei Dreipunktewürfe im letzten Viertel beigetragen. Im November 2017 war er in der EuroLeague mit 13 Punkten an einem Sieg Bambergs über den FC Barcelona beteiligt, der als eines der großen Europapokalspiele der Mannschaft in die Geschichte einging, weil die Bamberger einen zwischenzeitlichen 26-Punkte-Rückstand aufholten und noch mit 84:81 gewannen.
Im April 2018 gab Taylor seinen US-amerikanischen Pass ab und erhielt die deutsche Staatsbürgerschaft, nachdem er neun Jahre lang ununterbrochen in Deutschland gearbeitet und gelebt hatte.
In der Saison 2020/21 spielte er für die Hamburg Towers in der Bundesliga, an seinem 35. Geburtstag gab er den Rücktritt vom Leistungsbasketball bekannt.

### Trainer
Taylor gehörte in der Saison 2021/22 zum Trainerstab der NBA-Mannschaft Indiana Pacers, übernahm dort als Assistenztrainer für Spielerentwicklung Aufgaben in Einzeltrainingseinheiten sowie bei der Spielbeobachtung per Video. Im Sommer 2022 wechselte er als Assistenztrainer zum Bundesligisten EWE Baskets Oldenburg und wurde dort Mitarbeiter von Cheftrainer Pedro Calles, zu dessen Mannschaft Taylor in seiner letzten Saison als Spieler in Hamburg gehörte und den er kennengelernt hatte, als er 2012/13 in Quakenbrück spielte, wo Calles damals Konditionstrainer war. Taylor ging 2023 in sein Heimatland zurück.

## Erfolge und Auszeichnungen

### Als Spieler
FC Bayern München
- Deutscher Meister: 2014

Individuell
- Wahl in das BBL All-Second-Team: 2012, 2014
- Wahl in das BBL All-First-Team: 2016